# Bluefish-grotten
De Bluefish-grotten  (Engels: Bluefish Caves) zijn drie grotten 54 km ten zuidwesten van Old Crow in het Canadese Yukon Territory. Archeologisch onderzoek sinds de jaren zeventig toonde dat de aanwezigheid van mensen in ieder geval tot 8.000 voor Christus teruggaat, en mogelijk zelfs tot 25.000 jaar BP.  De oudere sporen van vestiging in de grotten zijn controversieel, maar worden besproken in verband met de vroegste vestiging van mensen in Amerika. Bovendien brachten de grotten tal van inzichten in de megafauna en de vegetatiegeschiedenis van de regio.
De grotten liggen dicht bij de grens met Alaska, aan de Bluefish, een zijrivier van de Porcupine aan het einde van de Keele Range. Deze berggroep ligt aan de rand van het Ogilvie-gebergte. Het omringende landschap is heuvelachtig en ligt ongeveer 750 m boven zeeniveau.

## Ontdekking en interpretatie
De kleine grotten, met een volume van slechts 10 tot 30 m³, werden ontdekt in 1975 en opgegraven van 1978 tot 1987 onder leiding van Jacques Cinq-Mars, archeoloog van het Canadese National Museum of History and Society. Het Yukon Beringia Interpretive Centre in Whitehorse toont de artefacten.
Stratigrafische studies toonden aan dat de grotten rond 12.000 tot 11.500 v.Chr. steeds meer overblijfselen van berken bevatten, een indicatie van een verandering in vegetatie in de regio. Rond 8000 v.Chr. volgden sparren als de overheersende boomsoort. Deze voor de regio typische volgorde laat ook zien dat de sedimentlagen relatief ongestoord waren. Na de laatste ijstijd breidden zich grote meren uit, de huidige Old Crow en Bell. 
Opvallend zijn de vogelbeenderen van minstens 18 soorten. Sommige vertonen sporen van menselijke verwerking, maar deze gaan slechts 8.000 jaar terug. Er zijn ook oudere botten van de megafauna, meer bepaald wolharige mammoet (Mammuthus primigenius), steppenwisent (Bison priscus), Yukon-paard (Equus lambei), Dalls schaap (Ovis dalli), rendier (Rangifer tarandus) eland (Alces alces), edelhert (Cervus elaphus), saiga (Saiga tatarica, ongeveer 13.000 jaar geleden in de regio uitgestorven), muskusos (Ovibos moschatus), Amerikaanse holenleeuw (Panthera atrox) , beer, poema en wolf. in de bovenste lagen werden deze overblijfselen in veel mindere mate gevonden, wat duidt op een afname van megafauna-soorten tijdens de periode van menselijke nederzetting. Een paard uit grot 1 kon worden gedateerd op ongeveer 12.900 jaar, een mammoet op ongeveer 15.500 jaar.

### Menselijke aanwezigheid
Er zijn geen menselijke resten gevonden, maar dierlijke botten, waarvan sommige tekenen van verwerking vertonen, duiden op hun aanwezigheid. Dergelijke sporen zijn voornamelijk gevonden in grotten 1 en 2. Een bewerkt mammoetbot is op 23.500 jaar geleden gedateerd, maar het is ook mogelijk dat het bot veel later is gevonden en bewerkt. Ook het scheenbeen van een rendier vertoonde gebruikssporen; het bot zelf is gedateerd op ongeveer 24.820 jaar oud. De directeur van de opgraving Cinq-Mars ging ervan uit dat de grotten zo'n 25.000 tot 10.000 jaar geleden sporadisch werden bezocht door jachtgroepen.
Er werden talloze microklingen, afslagen en stekers gevonden, de meeste onafgewerkt. De meeste werden gevonden bij de ingang van grot 2. Op basis van de stratificaties in de grot kunnen ze ruwweg worden gedateerd tot ongeveer 10.000 tot 8.000 v.Chr. Er zijn maar weinig artefacten gevonden in grot 1. Ze kunnen worden gedateerd op de fase die wordt gekenmerkt door de dominantie van berken. In grot 3 waren er een paar afslagen.
Richard Morlan van het Canadian Museum of Civilization volgde Cinq-Mars in 1991 in de zin dat de eerste mensen ongeveer 25.000 jaar geleden in de regio leefden. Bij de aanname van Cinq-Mars zou passen dat bij de Jana-site in Oost-Siberië menselijke sporen van ongeveer 30.000 jaar oud werden gevonden, wat zou overeenkomen met de datering van de vondsten in de Bluefish-grotten.
Bevestigingen in 2016 van de leeftijd van 24.000 jaar cal BP bewijzen de theorie dat de eerste mensen op het Amerikaanse continent tijdens het Laatste Glaciale Maximum naar Beringia emigreerden. In combinatie met reeds bekende genetische gegevens kan worden aangenomen dat een kleine, genetisch geïsoleerde populatie met slechts ongeveer 1000 tot 2000 vrouwen gedurende enkele duizenden jaren in Alaska en direct aangrenzende regio's heeft gewoond, voordat hun nakomelingen de rest van het Amerikaanse continent koloniseerden.